# 李亚兰
李亚兰（1963年—），山东海阳人，汉族，中华人民共和国政治人物、第十二届全国人民代表大会黑龙江地区代表。

## 生平
毕业于中国政法大学宪法与行政法专业。2013年，被选为全国人大代表。2018年2月24日，当选为第十三届全国人大代表。